# Dialekt nadiski
Dialekt nadiski (słoweń. nadiško narečje, nadiščina) – dialekt słoweński należący do grupy dialektów przymorskich. Używany jest we Włoszech, w części tzw. Słowenii Weneckiej.
Dialekt nadiski jest szczególnie bliski dialektowi terskiemu i briskiemu, wraz z którymi tworzy podgrupę dialektów weneckich języka słoweńskiego.

## Cechy językowe
Do charakterystycznych cech fonetyki dialektu terskiego należą:
- przejście długiego *ě w iẹ[3],
- przejście krótkich akcentowanych ȉ > ẹ, ȕ > ọ[3],
- zachowanie ć i šć, np. srέća < psł. *sъręťa[3],
- przejście *ľ (lj) w j, np. zemjȁ wobec literackiego słoweń. zemlja ‘ziemia’[3],
- rozbicie grupy čr- wstawną samogłoską, np. čarȉẹvi < psł. *červьjь wobec literackiego słoweń. črevelj[3],
- przejście -m > -n na końcu wyrazu, np. nósįn wobec literackiego słoweń. nosim ‘noszę’[3],
- rozwój jerów w zgłoskach krótkich i nieakcentowanych w a, np. dȁš < psł. *dъždžь (w dialekcie briskim dȅš)[4],
- rozwój sonantycznego *r̥ w ar, np. psł. *sárce ‘serce’, *ɣardo ‘wstrętnie, brzydko’ < psł. *sŕ̥dьce, gr̥do (w dialekcie briskim ə̄r, np. smə̄rt < psł. *sъmŕ̥tь)[4],
- długie nosówki *ę i *ǫ są kontynuowane przez szerokie ε i wąskie ọ, np. srέća, mọ́š < psł. *sъręťa, *mǫžь[4],
- pod akcentem ou̯ różnego pochodzenia daje ū, stąd np. búna < *bou̯na < *bolna[5],
- w zgłoskach nieakcentowanych przejście dyftongów au̯, ou̯ drogą asymilacji w u, np. ucȁ, krȕ < *ou̯ca, *krau̯ < psł. *ovьca, *kradlъ, por. słoweń. ovca, kral[5].

Pierwsze pięć cech łączy dialekt nadiski z dialektem terskim i briskim, kolejne trzy łączą go tylko z terskim, a przeciwstawiają nadiskiemu.
Do najbardziej charakterystycznych cech morfologii dialektu nadiskiego należą:
- zachowaniem typowego dla zachodniej słowiańszczyzny przyrostka *vy- (podobnie jak w dialekcie tolmińskim, rezjańskim albo zilskim) w formie vε-, np. vεhnát, vεpodít < psł. *vygъnati, *vypǫditi, por. słoweń. izgnati, izpoditi[4],
- stopień najwyższy tworzony przy pomocy przyrostka nar- ‘naj-’, najpewniej pochodzącego z pierwotnego na-že- z typowym dla słoweńskiego rotacyzmem[5],
- u rzeczowników żeńskich na -a o akcencie na końcówkę spotyka się często końcówkę dopełniacza liczby mnogiej -í, np. u̯odí ‘wód’, suzí ‘łez’, daskí ‘desek’[5].

W słownictwie liczne są pożyczki friulskie, mniej liczne są zaś włoskie.